# Wieleń
Wieleń (udtale: [ˈvjɛlɛɲ] tysk: Filehne) er en by i den nordvestlige del af  voivodskabet Storpolen i  den vestlige centrale del af Polen, ved floden Noteć. Byen  har 5.878(2021) indbyggere og et areal på 4,32 km², og er en del af powiatet Czarnków-Trzcianka.

## Historie
Byen har været en del af Polen siden middelalderen, da  hertug Władysław Odonic af Hertugdømmet Storpolen bragte cistercienserne til Wieleń i 1239. Wieleń var en privat by under polsk adel, inklusive familierne Czarnkowski og Sapieha, administrativt beliggende i powiatet Poznań i Poznań voivodskab i provinsen Storpolen  i Kongeriget Polens krone. Zofia Czarnkowska opførte   Jomfru Marias himmelfartskirke (i tidlige barok) og et hospital i Wieleń. og Piotr Paweł Sapieha byggede et barokpalads.
Som et resultat af Polens første deling blev den i 1772 annekteret af Kongeriget Preussen, under det germaniserede navn Filehne. Efter den vellykkede Storpolske opstand i 1806 blev den genvundet af polakker og inkluderet i det kortvarige Hertugdømmet Warszawa. Efter dets opløsning i 1815 blev det atter annekteret af Preussen, og fra 1871 til 1919 var det også en del af Tyskland.  Ifølge folketællingen i 1905 havde byen 4.407 indbyggere, hvoraf 3.748 (85%) var tyskere.